# Casa Duclós
La Casa Duclós es un inmueble que se encuentra ubicado en el número 5 de la calle Ceán Bermúdez de la ciudad española de Sevilla.

## Origen
El edificio fue construido en 1930 según proyecto del arquitecto catalán José Luis Sert como regalo para la boda de su prima hermana, María Benita López Sert, con el cardiólogo Francisco Duclós. Se trata de una de las primeras construcciones de estilo racionalista realizadas en Sevilla, además de ser la única obra proyectada por José Luis Sert en Andalucía. La casa ha permanecido habitada desde su finalización y solo ha sido modificada en una ocasión para alojar un estudio de pintura para la artista Teresa Duclós a mediados de los años 1970, intervención que se llevó a cabo por los arquitectos Aurelio del Pozo Serrano y Luis Marín de Terán.

## Descripción
Se trata de una vivienda aislada, con jardín posterior. Esta construcción responde a los primeros ensayos sobre vivienda unifamiliar que se llevaron a cabo en el panorama arquitectónico de la época. El inmueble presenta planta rectangular, con sótano, bajo, primer piso y terrado. La distribución original se ha seguido conservando, aunque con ligeras modificaciones.
En el interior destaca la escalera, de un solo tramo en cada una de las plantas, y que constituye el elemento funcional más notable del edificio. Se trata de un diseño muy simple, con peldaños con bordes protegidos por pletinas metálicas y antepechos rematados por simples losetas de cerámica, sobre las que se sitúa el pasamanos metálico de sección circular. Las habitaciones, con tendencia a la configuración rectangular, resultan asimismo de diseño muy claro. Las instalaciones correspondientes a calefacción y tendido eléctrico se presenta a la vista. Al exterior, el inmueble posee el característico diseño funcional, con la colocación aparentemente arbitraria de los vanos, que no siguen la tradicional correspondencia de los mismos.
La fachada principal, en planta baja, presenta el acceso al interior del inmueble en el lateral derecho; dicho acceso está precedido por un espacio rectangular adintelado. En el lateral izquierdo, por su parte, se abre otro espacio, que da entrada al garaje. La fachada posterior presenta una puerta de acceso al jardín, sobre la cual aparece un corredor abierto, con barandilla metálica.

## Estatus patrimonial
La Casa Duclós es un inmueble catalogado inicialmente como genérico, pero inscrito como bien de catalogación general en el Catálogo General del Patrimonio Histórico Andaluz por Resolución de 12 de diciembre de 1996, de la Dirección General de Bienes Culturales de la Junta de Andalucía y goza del nivel de protección establecido para dichos bienes en la Ley 14/2007, de 26 de noviembre, del Patrimonio Histórico de Andalucía, singularmente en los artículos 33, 34, 43, 59 y 109.